# Polyommatus parvula
Polyommatus parvula är en fjärilsart som beskrevs av Kroul 1982. Polyommatus parvula ingår i släktet Polyommatus och familjen juvelvingar. Inga underarter finns listade i Catalogue of Life.